# Кортино (Калязинский район)
Кортино — деревня в Калязинском районе Тверской области. Входит в состав Нерльского сельского поселения.

## География
Находится в юго-восточной части Тверской области на расстоянии приблизительно 28 км на юг по прямой от районного центра города Калязин.

## История
Была отмечена на карте 1825 года. В 1859 году здесь (тогда деревня Калязинского уезда Тверской губернии) было учтено 18 дворов, в 1939 — 50.

## Население
Численность населения: 123 человека (1859 год), 56 (русские 100 %) в 2002 году, 36 в 2010.